# Vibeke Andersen
Vibeke Anderssen, född 9 juni 1958 i Grindsted, Danmark är en inte längre aktiv dansk handbollsmålvakt.

## Karriär
Det är inte känt hur hon började spela handboll. Hon spelade vid landslagsdebuten för Stouby GIF och tillhörde den klubben till 1986. Vibeke Andersen lämnade Stouby för Ribe HK, som var en klubb på väg uppåt i seriesystemet. 1988 avancerade de till högsta damserien och spelade där i tre säsonger. Den 16 december spelade klubben landspokalfinal mot Gog Gudme som man förlorade med 17-24. 1991 ramlade Ribe HK ur högsta damserien. VibekeAndersens bästa merit är alltså ett silver i landspokalturneringen 1989.

### Landslagskarriär[1]
Landslagsdebut då hon var 26 år i Ejby på Fyn inför 300 åskådare den 15 september 1984 mot Sverige i en dansk förlust 15-18. Vibeke Andersen spelade sedan 108 landskamper för Danmark fram till den 10 december 1989 då hon gjorde sista landskampen i B-VM mot Bulgarien där Danmark vann 19-18. Under de 5 år Vibeke Andersen spelade var Danmark aldrig i världseliten och hon spelade B-VM 1985, C-VM 1986, och 1987 samt 1989 B-VM.

## Klubbar
- Stouby GIF (1984?- 1986)
- Ribe HK [2](1986-1991?)

### Fotnoter
1. ↑  ”Haslund info/ Vibeke Andersson”. http://www.haslund.info/haandbold/20_dame/20_spillere/andvib.asp. Läst 18 mars 2019.
2. ↑  ”Om Ribe HK”. https://ribehk.dk/om-ribe-hk. Läst 18 mars 2019.